# Mathilde Gros
Mathilde Frédérique Helene Marie Gros (Sainte-Catherine, 27 de abril de 1999) es una deportista francesa que compite en ciclismo en la modalidad de pista.
Ganó dos medallas en el Campeonato Mundial de Ciclismo en Pista, en los años 2019 y 2022, y seis medallas en el Campeonato Europeo de Ciclismo en Pista entre los años 2017 y 2022. En los Juegos Europeos de Minsk 2019 obtuvo una medalla de plata en la prueba de velocidad individual.
Fue la ganadora de la Liga de Campeones de 2022 en la categoría de velocidad.
Cursó estudios superiores en la Emlyon Business School.

## Medallero internacional
| Campeonato Mundial | Campeonato Mundial       | Campeonato Mundial | Campeonato Mundial   |
| Año                | Lugar                    | Medalla            | Competición          |
| ------------------ | ------------------------ | ------------------ | -------------------- |
| 2019               | Pruszków (Polonia)       | Medalla de bronce  | Velocidad individual |
| 2022               | Saint-Quentin (Francia)  | Medalla de oro     | Velocidad individual |
| Juegos Europeos    |                          |                    |                      |
| Año                | Lugar                    | Medalla            | Competición          |
| 2019               | Minsk (Bielorrusia)      | Medalla de plata   | Velocidad individual |
| Campeonato Europeo |                          |                    |                      |
| Año                | Lugar                    | Medalla            | Competición          |
| 2017               | Berlín (Alemania)        | Medalla de plata   | Velocidad individual |
| 2018               | Glasgow (Reino Unido)    | Medalla de oro     | Keirin               |
| 2018               | Glasgow (Reino Unido)    | Medalla de bronce  | Velocidad individual |
| 2019               | Apeldoorn (Países Bajos) | Medalla de oro     | Keirin               |
| 2021               | Grenchen (Suiza)         | Medalla de bronce  | Velocidad individual |
| 2022               | Múnich (Alemania)        | Medalla de plata   | Velocidad individual |